# Douglas DC-4

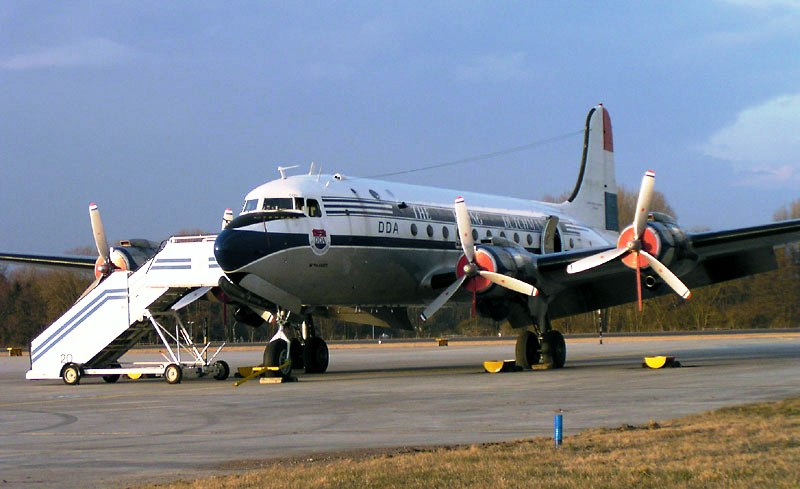
Douglas DC-4 van de Dutch Dakota Association in de vroegere KLM-kleuren

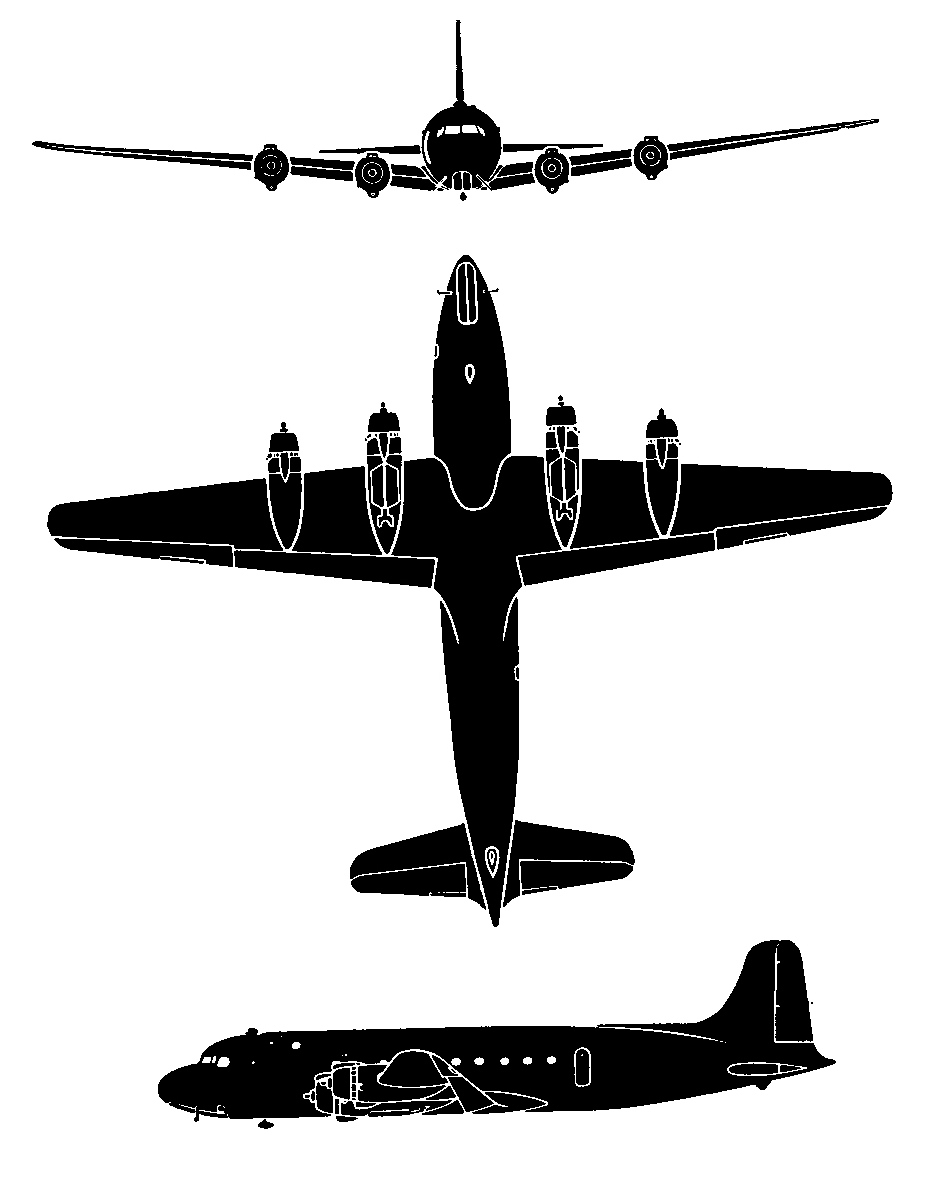
Profielschetsen DC-4

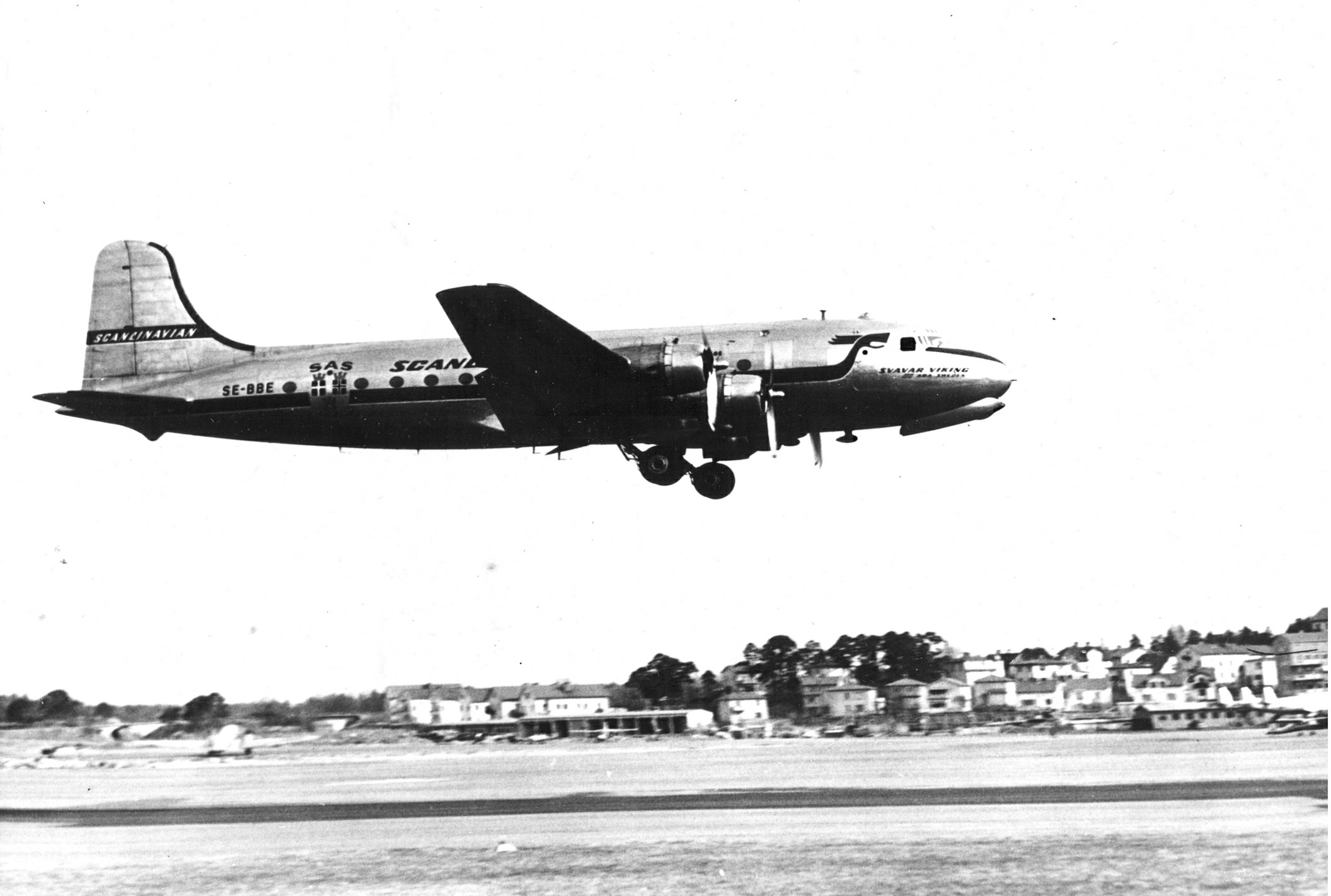
Landing van een DC-4

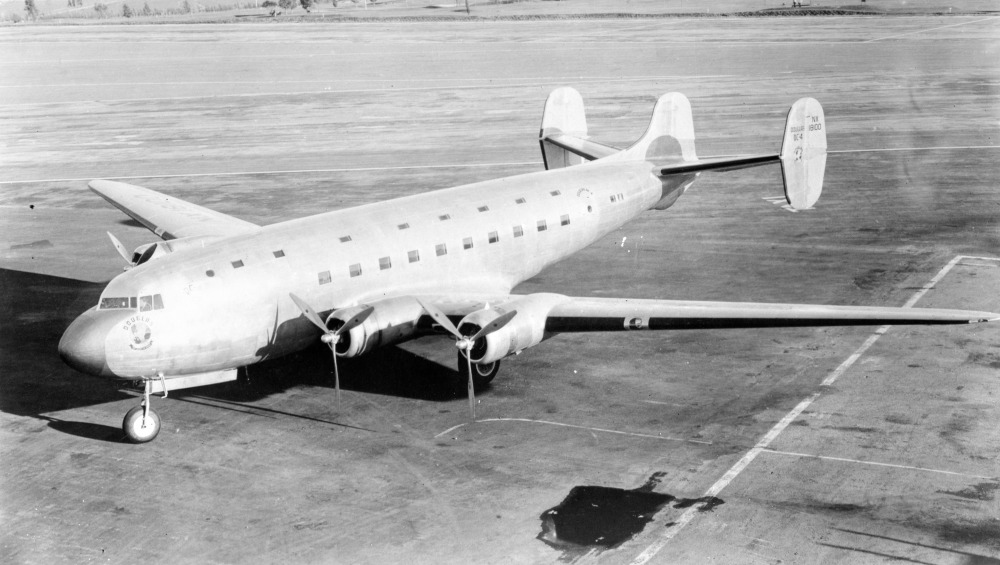
De experimentele, te grote Douglas DC-4E was in 1938 zijn tijd te ver vooruit

De Douglas DC-4 is het eerste viermotorige verkeersvliegtuig dat werd ontwikkeld en gebouwd door de Douglas Aircraft Company. Het heeft tijdens de Tweede Wereldoorlog veelvuldig dienstgedaan voor militaire doeleinden, en daarna wereldwijd als passagierstoestel voor diverse luchtvaartmaatschappijen. In zijn militaire rol had het toestel de type-aanduiding C-54 Skymaster bij de luchtmacht, en R5D bij de marine. Het eerste toestel, een C-54, vloog op 14 februari 1942.

## Ontwikkeling
De type-aanduiding DC-4 werd door de Douglas Aircraft Company gebruikt tijdens de ontwikkeling van de DC-4E als een grote viermotorige opvolger van de DC-3. Deze was bedoeld om te voldoen aan de vraag van United Airlines naar een langeafstandspassagierstoestel. De DC-4E (de E stond voor experimental) werd ontworpen voor 52 passagiers, met een voor die tijd ongewoon grote rompdoorsnede en een drievoudige verticale staart, vergelijkbaar met de staart die later door Lockheed werd gebruikt bij haar Constellation.
De eerste vlucht van de DC-4E was op 7 juni 1938. Het toestel, dat door United Airlines gebruikt werd voor testvluchten, was zijn tijd ver vooruit en daardoor moeilijk te onderhouden en oneconomisch in het gebruik. De betrokken luchtvaartmaatschappijen, naast United ook Eastern Air Lines, besloten Douglas te vragen een kleinere en simpeler versie te ontwikkelen. Deze afgeleide was het toestel dat later bekend werd onder de naam DC-4. De Tweede Wereldoorlog brak echter uit voordat dit toestel in gebruik genomen kon worden, en de gehele productie ervan werd aangewend ten bate van de Amerikaanse luchtmacht.
De DC-4 had een opvallende wijziging ten opzichte van zijn voorganger, de DC-3: een neuswiel in plaats van een staartwiel. Dit maakte het mogelijk om de romp naar achteren toe veel breder te maken dan wanneer het toestel een staartwiel had gehad. Deze bredere romp op zijn beurt maakte het later mogelijk om de DC-4 eenvoudig "op te rekken" tot zijn opvolgers, de DC-6 en DC-7.

## Productie
Tussen 1942 en 1946 werden er 1163 DC-4's gebouwd, alle met vier Pratt & Whitney zuigermotoren. Tijdens de oorlog bleef Douglas het toestel doorontwikkelen, anticiperend op de verwachte vraag naar passagierstoestellen wanneer de oorlog beëindigd zou zijn. Na de oorlog werden echter circa 500 C-54's en R5D's afgedankt. Deze werden dankbaar opgekocht en omgebouwd door veel luchtvaartmaatschappijen, waardoor de vraag naar de civiele DC-4 veel minder groot was dan verwacht. In totaal werden na de oorlog slechts 74 nieuwe DC-4's geproduceerd, voordat de productie op 9 augustus 1947 werd stopgezet. Douglas bood een drukcabine aan als optie bij de civiele DC-4, maar daarvan werd er niet één verkocht.

## Varianten
Door Canadair werden 71 DC-4's gebouwd onder de type-aanduidingen DC-4M North Star, C-4 en C-5. Met uitzondering van de enkele C-5 hadden al deze types Rolls-Royce Merlin-motoren. 51 ervan hadden een drukcabine. Deze toestellen werden gebruikt door de Canadese luchtmacht, Trans-Canada Airlines, Canadian Pacific Airlines en BOAC. De laatste gebruikte de naam Argonaut voor het toestel.

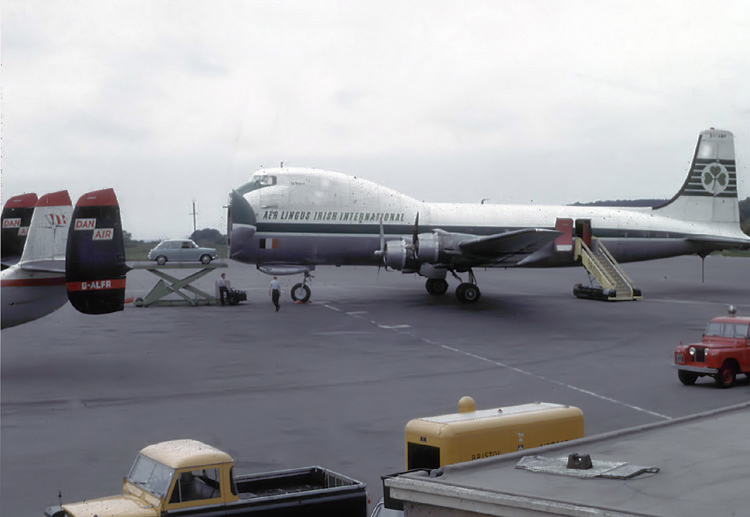
Een Carvair van Aer Lingus (1965)

Vanaf 1959 begonnen 21 DC-4's een nieuw leven als de ATL-98 Carvair. Deze omgebouwde DC-4's waren door het Britse bedrijf Aviation Traders van Freddie Laker ontwikkeld om 22 passagiers en vijf auto's te vervoeren. De romp werd verlengd, de neus kon zijdelings openklappen, de cockpit werd boven op de romp geplaatst en de staartvlakken werden vergroot om de voorwaartse verlenging van de romp te compenseren. Deze toestellen fungeerden als een soort vliegende veerboot en werden tot ver in de jaren zeventig gebruikt. Van de 21 exemplaren zijn er acht bij ongelukken verloren gegaan.
De DC-4 bewees zich als een populair en betrouwbaar toestel, waarvan enkele tot op de dag van vandaag in gebruik zijn, met name als charter- of vrachtvliegtuig. Een van deze nog luchtwaardige toestellen was eigendom van de Dutch Dakota Association, die het toestel echter niet rendabel kon exploiteren. Na verhuur aan de Zuid-Afrikaanse maatschappij SkyClass, is het vliegtuig in 2013 verkocht aan de Stichting Flying Dutchman Foundation (FDF). De FDF zet zich in voor het behoud van de DC-4 als onderdeel van het mobiel historisch erfgoed van Nederland. Zomer 2017 ondergaat het vliegtuig een grote onderhoudsbeurt, voordat het toestel naar Nederland terugkeert.

### Andere versies
- DC-4-1009 Naoorlogs passagiersmodel. Dit civiele model kon tot 86 passagiers vervoeren.
- DC-4-1037 Naoorlogs vrachtmodel.

### Overige technische gegevens
- Topsnelheid: 450 km/h
- Vliegplafond: 6800 m